# Любоцкий, Асаэль
Асаэ́ль Любо́цкий (ивр. עשהאל לובוצקי‎, род. 1983, Эфрат, Округ Иудея и Самария или Иерусалим) — бывший офицер Армии обороны Израиля, после ранения в бою и демобилизации ставший врачом, писателем и молекулярным биологом.

## Военная служба
Асаэль Любоцки вырос в Эфрате, учился в иешиве Хесдер в Маале-Адумим, был принят в часть специального назначения Шайетет 13, перевелся в 51-й батальон бригады Голани. Прошел курс боевой подготовки и стал лучшим курсантом роты. После окончания школы кандидатов в офицеры Асаэль служил офицером, командующим взводом бригады Голани. Он возглавлял свой взвод в боях в секторе Газа и во время Второй Ливанской войны участвовал во многих сражениях, в которых многие из его товарищей были убиты и ранены, пока его собственная тяжелая травма в битве при Бинт-Джбейле не оставила его инвалидом.

## Медицинская и исследовательская карьера

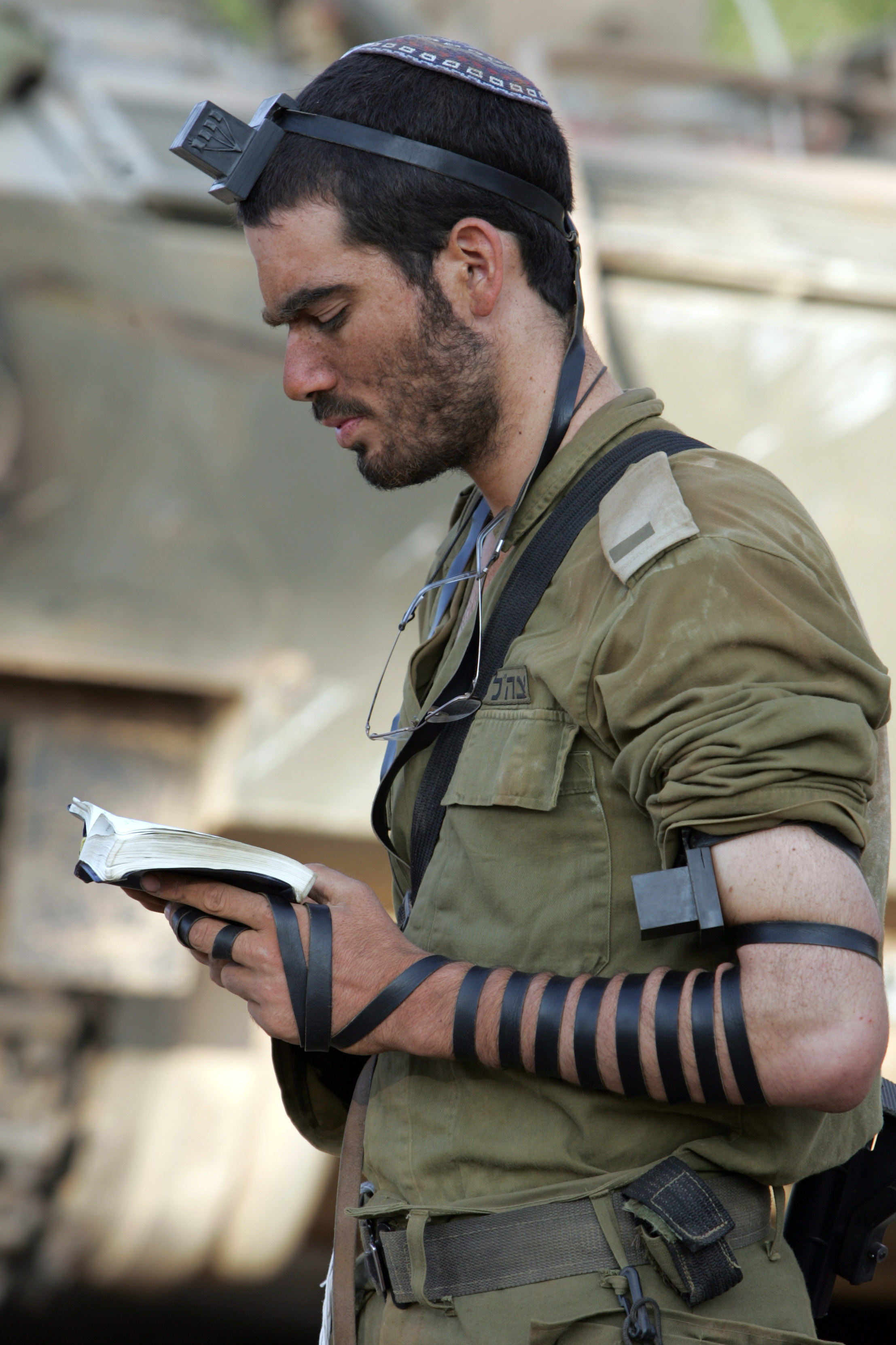
Лейтенант Асаэль Любоцки во время службы в ЦАХАЛе молится с тфилином

По завершении посттравматической реабилитации он начал изучать медицину в Медицинской школе больницы Хадасса Еврейского университета, получил квалификацию врача и специализировался в педиатрии в больнице Шаарей-Цедек в Иерусалиме. Начал работать в лаборатории профессора Хаима Седара и стал аспирантом профессора Юваля Дора и Рут Шемер на факультете биологии развития и исследований рака Еврейского университета, работая над проблемами метилирования циркулирующей внеклеточной ДНК в качестве диагностических онкомаркеров. За эти исследования Любоцкий получил грант Израильского фонда исследования рака (ICRF), а в 2019 году был награждён премией Джеймса Сивартсена в области исследований рака от Еврейского университета. В 2020 году его исследовательская группа получила грант в размере полумиллиона долларов США от Фонда Билла и Мелинды Гейтс и Фонда открытия лекарств от болезни Альцгеймера за исследования по ранней диагностике болезни Альцгеймера на основе анализов крови.

## Книги
Первая книга Любоцки «Из пустыни и Ливана», описывающая его военный опыт и реабилитацию, была опубликована в 2008 году издательством «Едиот ахронот», стала бестселлером, получила признание критиков и была переведена на английский язык. Вторая книга, «Not My Last Journey», об истории жизни его деда, партизана и офицера Иргуна Изера Любоцки, была опубликована на иврите в 2017 году издательством «Yedioth Books» и «Центром наследия Менахема Бегина».
Любоцки получил премию Лейтерсдорфа в области искусства за 2017 год.
Любоцки читает лекции на различные темы в Израиле и за его пределами.

## Личная жизнь
Асаэль Любоцкий — сын профессора Алекса Любоцкого и внук профессора Мюррея Ростона. Живёт в Иерусалиме, жена — Авиталь (Шиммель), медицинский психолог, у них шесть детей.

## Книги
- מן המדבר והלבנון («Мин hа-мидбар веhа-Леванон»), Едиот Ахронот, 2008 г.
- From the Wilderness and Lebanon («Из пустыни и Ливана»), The Toby Press, Koren Publishers Jerusalem, 2016. Английский перевод предыдущей книги профессора Мюррея Ростона.
- לא דרכי האחרונה («Не мое последнее путешествие»), Едиот ахронот и Центр наследия Менахема Бегина, 2017